# Сельюр
Сельюр (норв. Seljord) — коммуна в губернии Телемарк в Норвегии. Административный центр коммуны — город Сельюр. Официальный язык коммуны — нюнорск. Население коммуны на 2007 год составляло 2930 чел. Площадь коммуны Сельюр — 715,23 км², код-идентификатор — 0828.

## История населения коммуны
Население коммуны за последние 60 лет.